# 岩手県立産業技術短期大学校
岩手県立産業技術短期大学校（いわてけんりつさんぎょうぎじゅつたんきだいがっこう、英：Iwate Industrial Technology Junior College）は、岩手県立の職業能力開発短期大学校である。
矢巾キャンパスと水沢キャンパスがある。略称は産技短（さんぎたん）。

## 沿革
- 1997年4月- 職業能力開発促進法に基づく労働省（当時）の認可をうけて開校
- 2004年4月- 岩手県立産業技術短期大学校水沢校開校
- 2007年4月- 産業技術専攻科が矢巾キャンパスに開設

## 所在地
- 矢巾キャンパス：紫波郡矢巾町南矢幅10-3-1
- 水沢キャンパス：奥州市水沢佐倉河字東広町66-2

## 訓練科

### 矢巾キャンパス
- メカトロニクス技術科
- 電子技術科
- 建築科
- 産業デザイン科
- 情報技術科
- 能力開発研修科
- 産業技術専攻科生産システム技術コース（1年課程）

### 水沢キャンパス
- 生産技術科
- 電気技術科
- 建築設備科